# Zach LeDay
Zachary Vincent LeDay, detto Zach (Dallas, 30 maggio 1994), è un cestista statunitense naturalizzato azero, che gioca come ala grande per l'Olimpia Milano.

## Carriera NCAA
LeDay frequentò per due anni l'University of South Florida, registrando una media di 3,4 punti e 2,5 rimbalzi nell'anno da sophomore.
Nell'estate del 2014 si trasferì a Virginia Tech, costringendolo così a saltare l'intero anno di NCAA per via delle regole sui trasferimenti universitari.
Nel suo anno da senior, LeDay registrò una media di 16,4 punti a partita, contornati da 7,3 rimbalzi e 1,2 assist. Anche grazie al suo contributo, Virginia Tech riconquistò un posto nel torneo NCAA 2017 dal quale mancava da 10 anni. A fine stagione LeDay venne inserito nel secondo miglior quintetto dell'ACC.

## Carriera professionistica
Il 27 giugno 2017 LeDay firmò per giocare l'intera stagione con l'Hapoel Gilboa Galil Elyon, squadra della massima serie israeliana. Il 9 dicembre, durante la partita vinta contro l'Hapoel Gerusalemme, LeDay registrò una doppia-doppia da 22 punti e 20 rimbalzi, la prima in Ligat ha'Al dall'ultima di Diamon Simpson datata 2014. Questa prestazione gli permise di essere votato come MVP di giornata della lega ed MVP del mese di dicembre (premio quest'ultimo vinto anche per il mese di aprile). LeDay partecipò inoltre all'All-Star Game ed alla gara delle schiacciate della lega.
LeDay concluse la stagione rivelandosi il secondo miglior scorer della lega (19,5 punti per gara) e secondo miglior giocatore per valutazione (23,0 a partita). Venne inoltre inserito nel miglior quintetto del campionato.
Il 29 giugno 2018 LeDay partecipò alla NBA Summer League con gli Atlanta Hawks, mentre il 7 luglio firmò un contratto della durata di 3 anni con l'Olympiakos. Il 30 novembre LeDay registrò la sua miglior prestazione con 28 punti (9/11 dal campo), 8 rimbalzi e 2 palle rubate nella vittoria contro il Budućnost, diventando così il primo giocatore nella storia di Eurolega ad ottenere 42 di PIR in 21 minuti. Grazie alla prestazione ottenne il premio di MVP di giornata.
Nel campionato greco LeDay registrò una media di 11,2 punti e 4,8 rimbalzi per partita.
A stagione conclusa LeDay rescisse il contratto con l'Olympiacos ed il 27 luglio 2019 firmò un contratto di un anno con opzione del secondo con lo Žalgiris Kaunas. In questa stagione conquistò i suoi primi titoli, la Coppa di Lituania ed il campionato nazionale.
Il 13 luglio 2020 firma un contratto biennale con l’Olimpia Milano. Il 6 luglio 2021 lascia la società biancorossa, per accasarsi il giorno stesso al Partizan Belgrado.
Il 25 giugno 2024, il giocatore ritorna nella squadra meneghina, con un contratto valido fino alla stagione 2025/2026.

## Statistiche

### NCAA
| Anno      | Squadra             | PG  | PT | MP   | TC%  | 3P%  | TL%  | RP  | AP  | PRP | SP  | PP   |
| --------- | ------------------- | --- | -- | ---- | ---- | ---- | ---- | --- | --- | --- | --- | ---- |
| 2012-2013 | South Florida Bulls | 31  | 7  | 16,9 | 38,4 | 29,2 | 72,7 | 2,5 | 0,3 | 0,4 | 0,5 | 4,8  |
| 2013-2014 | South Florida Bulls | 32  | 16 | 15,1 | 41,2 | 27,3 | 76,0 | 2,6 | 0,4 | 0,3 | 0,2 | 3,5  |
| 2015-2016 | Virg. Tech Hokies   | 35  | 32 | 30,8 | 47,8 | 35,6 | 76,2 | 7,9 | 1,4 | 0,8 | 1,7 | 15,5 |
| 2016-2017 | Virg. Tech Hokies   | 33  | 5  | 29,4 | 53,8 | 27,5 | 77,2 | 7,3 | 1,2 | 0,6 | 1,0 | 16,5 |
| Carriera  | Carriera            | 131 | 60 | 23,3 | 48,3 | 31,3 | 76,1 | 5,2 | 0,8 | 0,5 | 0,9 | 10,3 |

#### Massimi in carriera
- Massimo di punti: 31 vs Wake Forest (8 marzo 2017)[22]
- Massimo di rimbalzi: 15 (3 volte)
- Massimo di assist: 5 vs Florida State (9 marzo 2016)
- Massimo di palle rubate: 3 (5 volte)
- Massimo di stoppate: 5 (2 volte)
- Massimo di minuti giocati: 44 vs Seton Hall (12 marzo 2013)

### Eurolega
| Anno      | Squadra         | PG  | PT  | MP   | TC%  | 3P%  | TL%  | RP  | AP  | PRP | SP  | PP   |
| --------- | --------------- | --- | --- | ---- | ---- | ---- | ---- | --- | --- | --- | --- | ---- |
| 2018-2019 | Olympiakos      | 30  | 2   | 17,1 | 53,8 | 35,7 | 78,1 | 4,0 | 0,3 | 0,3 | 0,4 | 9,7  |
| 2019-2020 | Žalgiris Kaunas | 28  | 6   | 22,4 | 50,5 | 43,3 | 84,4 | 4,7 | 1,0 | 0,5 | 0,7 | 11,8 |
| 2020-2021 | Olimpia Milano  | 36  | 34  | 24,7 | 48,1 | 46,6 | 91,8 | 4,5 | 0,6 | 0,6 | 0,3 | 10,0 |
| 2022-2023 | Partizan        | 39  | 34  | 30,9 | 50,0 | 38,4 | 85,3 | 5,1 | 1,2 | 0,7 | 0,3 | 11,4 |
| 2023-2024 | Partizan        | 29  | 22  | 30,1 | 46,6 | 36,2 | 88,0 | 4,6 | 1,5 | 0,8 | 0,1 | 10,2 |
| 2024-2025 | Olimpia Milano  | 34  | 23  | 27,3 | 53,2 | 46,2 | 91,5 | 4,5 | 1,2 | 1,3 | 0,1 | 16,0 |
| Carriera  | Carriera        | 196 | 121 | 25,4 | 52,6 | 42,1 | 86,9 | 4,6 | 1,0 | 0,6 | 0,3 | 11,6 |

### Eurocup
| Anno      | Squadra  | PG | PT | MP   | TC%  | 3P%  | TL%  | RP  | AP  | PRP | SP  | PP   |
| --------- | -------- | -- | -- | ---- | ---- | ---- | ---- | --- | --- | --- | --- | ---- |
| 2021-2022 | Partizan | 18 | 13 | 27,1 | 50,0 | 45,8 | 83,9 | 5,5 | 1,2 | 0,7 | 0,3 | 12,9 |
| Carriera  | Carriera | 18 | 13 | 27,1 | 50,0 | 45,8 | 83,9 | 5,5 | 1,2 | 0,7 | 0,3 | 12,9 |

## Palmarès

### Squadra
- Campionato lituano: 1

Žalgiris Kaunas: 2019-20
- Coppa di Lituania: 1

Žalgiris Kaunas: 2020
- Supercoppa italiana: 2

Olimpia Milano: 2020, 2024
- Coppa Italia: 1

Olimpia Milano: 2021
- Lega Adriatica: 1

Partizan Belgrado: 2022-23

### Individuale
- Quintetto ideale della ABA Liga: 2

Partizan: 2021-22, 2023-24